# Takehide Nakatani
Takehide Nakatani (japonès: 中谷 雄英)  (Hiroshima, 9 de juliol de 1941) és un judoka japonès, ja retirat, que va competir durant les dècades de 1960 i 1970.
Nakatani va néixer a Hiroshima, en el sí d'una família on els quatre germans tenien un cinturó negre de judo. El mateix Nakatani va iniciar-se en el judo als 12 anys. Va estudiar a la Universitat Meiji.
El 1964 va prendre part en els Jocs Olímpics d'Estiu de Tòquio, on guanyà la medalla d'or en la prova del pes lleuger del programa de judo. Va guanyar tots els seus combats per ippon i no van arribar a nou els minuts que va dedicar a tots els seus combats. El 1967 guanyà una medalla de bronze al Campionat del món de judo que es va disptuar a Salt Lake City.
Nakatani va treballar en una divisió de Mitsubishi durant 5 anys després de graduar-se a la Universitat de Meiji. Després es va convertir en l'entrenador principal de l'equip nacional de judo d'Alemanya Occidental durant 3 anys abans dels Jocs Olímpics d'Estiu de 1972 disputats a Múnic, entrenant als medallistes olímpics Paul Barth i Klaus Glahn. Va tornar a Hiroshima el 1973 i va continuar el negoci de joies de la seva família mentre assessorava a la Federació de Judo del Japó i a la Federació de Judo de la Prefectura d'Hiroshima. El 2003 va rebre la Medalla d'Honor de la Cinta Blava per part del govern japonès.